# 40 Seasons: The Best of Skid Row
40 Seasons: Best of Skid Row é um álbum dos melhores êxitos lançada pelo Skid Row em 1998, contém os maiores clássicos da carreira como: "18 and Life", "I Remember You" e "Youth Gone Wild".
| Críticas profissionais                                                      | Críticas profissionais |
| Avaliações da crítica                                                       | Avaliações da crítica  |
| Fonte                                                                       | Avaliação              |
| --------------------------------------------------------------------------- | ---------------------- |
| allmusic                                                                    | [ 1 ]                  |
| Esta tabela precisa de ser acompanhada por texto em prosa. Consulte o guia. |                        |

## Faixas
Todas as faixas por Rachel Bolan e Dave Sabo, exceto onde anotado.
1. "Youth Gone Wild" – 3:21
2. "18 and Life" – 3:49
3. "Piece of Me" (Bolan) – 2:48
4. "I Remember You" – 5:14
5. "The Threat" – 3:48
6. "Psycho Love" (Bolan) – 3:58
7. "Monkey Business" – 4:19
8. "Quicksand Jesus" – 5:21
9. "Slave to the Grind" (Sebastian Bach, Bolan, Sabo) – 3:31
10. "Into Another" (remix) – 3:59
11. "Frozen" (demo) – 5:32
12. "My Enemy" (remix) (Affuso, Bolan, Hill) – 3:32
13. "Breakin' Down" (remix) (Sabo) – 4:28
14. "Beat Yourself Blind" (ao vivo) (Bolan, Snake, Hill) – 5:20
15. "Forever" (unreleased) (Bolan, Hill, Sabo) – 4:04
16. "Fire in the Hole" (unreleased) (Bolan, Hill) – 3:24

## Banda
- Sebastian Bach – voz
- Scotti Hill – guitarra
- Dave "The Snake" Sabo – guitarra
- Rachel Bolan – baixo
- Rob Affuso – bateria